# Покушај деблокаде Каменице и Церске
Покушај деблокаде Каменице и Церске је била војна операција коју је покренула Армија Републике Босне и Херцеговине са циљем да пресјеку пут Зворник– Шековићи, па да споје Церску–Каменичку енклаву са остатком своје територије, након чега би кренули ка Сребреници. Операција је покренута 29. јула а обустављена је 30. октобра 1992. због смрти команданта Прве теочанске бригаде Хајрудина Мешића.

## Однос снага
Војска Републике Српске је имала Зворничку пјешадијску бригаду, око 3.500 војника. Половина те бригаде била је позиционирана окренута према сјеверозападу, супротстављеним елементима Армије Републике Босне и Херцеговине, око мјеста Сапна и Калесије, а друга половина била је окренута према југу или југоистоку према малим мјестима Церска и Каменице и била је одговорна за обезбјеђење пута Зворник–Шековићи. Друга бригада – 1. бирачка пјешадијска бригада – имала је штаб у Шековићима и имала је између 3.000 и 4.000 војника. Имала је и двије линије фронта за одржавање: подручје око Калесије и Кладња; и околина Церске и Каменице. У том подручју је било још 500 припадника ВРС, који су чинили батаљон за специјалне операције познатог као "Вукови са Дрине" и Одред специјалне полиције Министарства унутрашњих послова (МУП).
Армије Републике Босне и Херцеговине је такође извршила реорганизацију, а нешто мање од половине војника је било слабо наоружано. Упркос овом ограничењу, Армије Републике Босне и Херцеговине у региону била је у стању да формира веома ефикасне диверзантске јединице. ТО Тузла је тако извео између 8.000 и 10.000 људи формираних у бригаде: Живиничка бригада у Сапни, југоисточно од Тузле; калесијска бригада између Калесије и Сапне; Зворничка бригада између Сапне и Теочака; и теочка бригада на врху Сапна. Армије Републике Босне и Херцеговине је такође формирала две додатне бригаде у оквиру Церско-каменичког џепа, са можда још око 4.000 људи.

## Ток операције
После неуспешних операција у мају и почетком јула, војници Армије Републике Босне и Херцеговине, углавном из енклаве Церска–Каменица, прешли су у офанзиву са даљим низом напада са циљем да пресеку пут Зворник-Шековићи. Први напад је покренут 29. и 30. јула. У овој операцији, снаге Армије Републике Босне и Херцеговине (АРБиХ) са подручја Калесије и Сапне извршиле су задршке нападе, док су диверзантске јединице извршиле напад на пут у близини планине Црни Врх, где је било критично уско грло на неких 10km сјевероисточно од Шековића и 4km западно од џепа Церска-Каменица који је држао АРБиХ. Снаге ВРС су узвратиле и поново отвориле пут. Крајем августа јединице АРБиХ из Калесије и Каменице напале су према путу с обје стране у покушају да се повежу, али их је ВРС опет вратила на поцетну позицију. Следећег месеца, диверзантске јединице су два пута удариле на руту, али су их браниоци одбили. У октобру је дошло до великих напора АРБИХ да повеже Калесију са енклавом Церска-Каменица, а у исто вријеме 1. зворничка и 1. пјешадијска бригада ВРС-е покушале су смањити енклаву. Упркос неким мањим успесима ВРС, ниједна страна није постигла општи успех у октобру. Током једног од посљедњих напада АРБиХ 30. октобра, убијен је командант Теочачке бригаде Хајрудин Мешић. Због тога АРБиХ обуставља операцију.